# آلن روزنبرگ
آلن روزنبرگ (انگلیسی: Alan Rosenberg؛ زادهٔ ۴ اکتبر ۱۹۵۰) یک بازیگر اهل ایالات متحده آمریکا است.
از فیلم‌های معروف او می‌توان به بازی در فیلم نگهبان اشاره کرد.